# 푸스 인 더 코너
푸스 인 더 코너(Puss in the corner)는 5명이서 하는 어린이들의 놀이이다. 방 중앙에 있는 술래가, 벽에 붙어서 자리잡고 있는 어린이들이 서로 푸스(Puss)라고 신호를 하여 자리를 바꿀 때, 그 자리의 하나를 빼앗아 차지한다.